# Типовий проект школи № 29

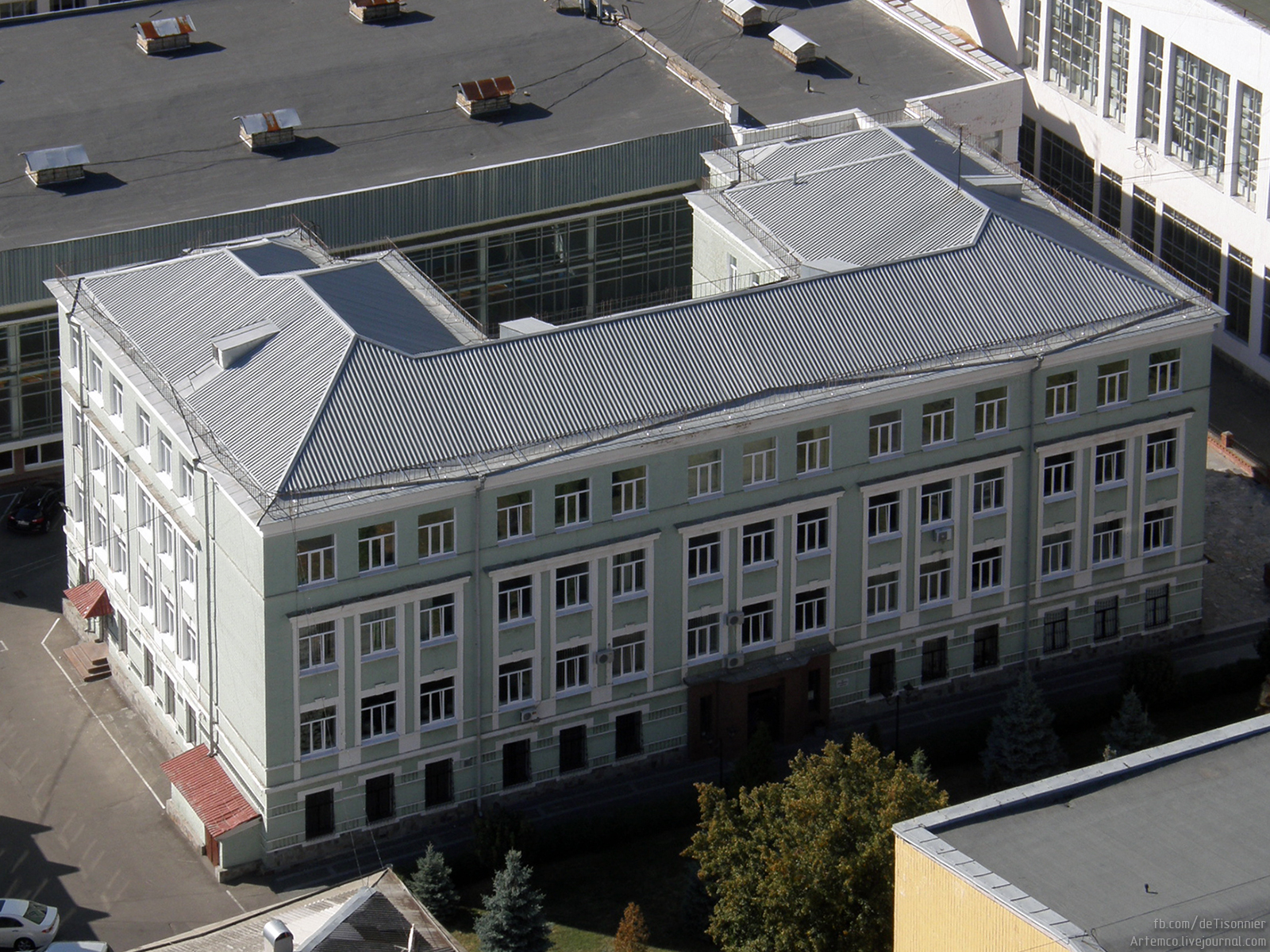
Київ, Національний університет фізичного виховання і спорту України, корпус 4

№ 29 — типовий проєкт школи на 880 учнів, розроблений у 1938 році у Шкілпроєкті Народного комісаріата освіти УСРР архітектором Е. С. Коднером (Кодніром).

## Опис
Чотириповерхова цегляна П-подібна в плані будівля. Площа забудови 993 м², кубатура 14130 м³, розміри в плані 24,2×43,6 м. Головний фасад має 15 кроків вікон, згрупованих по 3; центральний вхід посередині. Бічні фасади мають 6 кроків вікон і проміжок глухої стіни з боку головного фасаду. Торці крил мають невеликі ризаліти в 1 крок вікон. Внутрішній курдонер шириною 5 кроків вікон і по 3 кроки вікон глибиною на бічних фасадах крил. На 1 поверсі курдонер забудований.
Перший поверх рустований. Групи вікон по 3 кроки на 2 і 3 поверхах об'єднані карнизами.

## Галерея

### Костянтинівка, школа №27, 1938

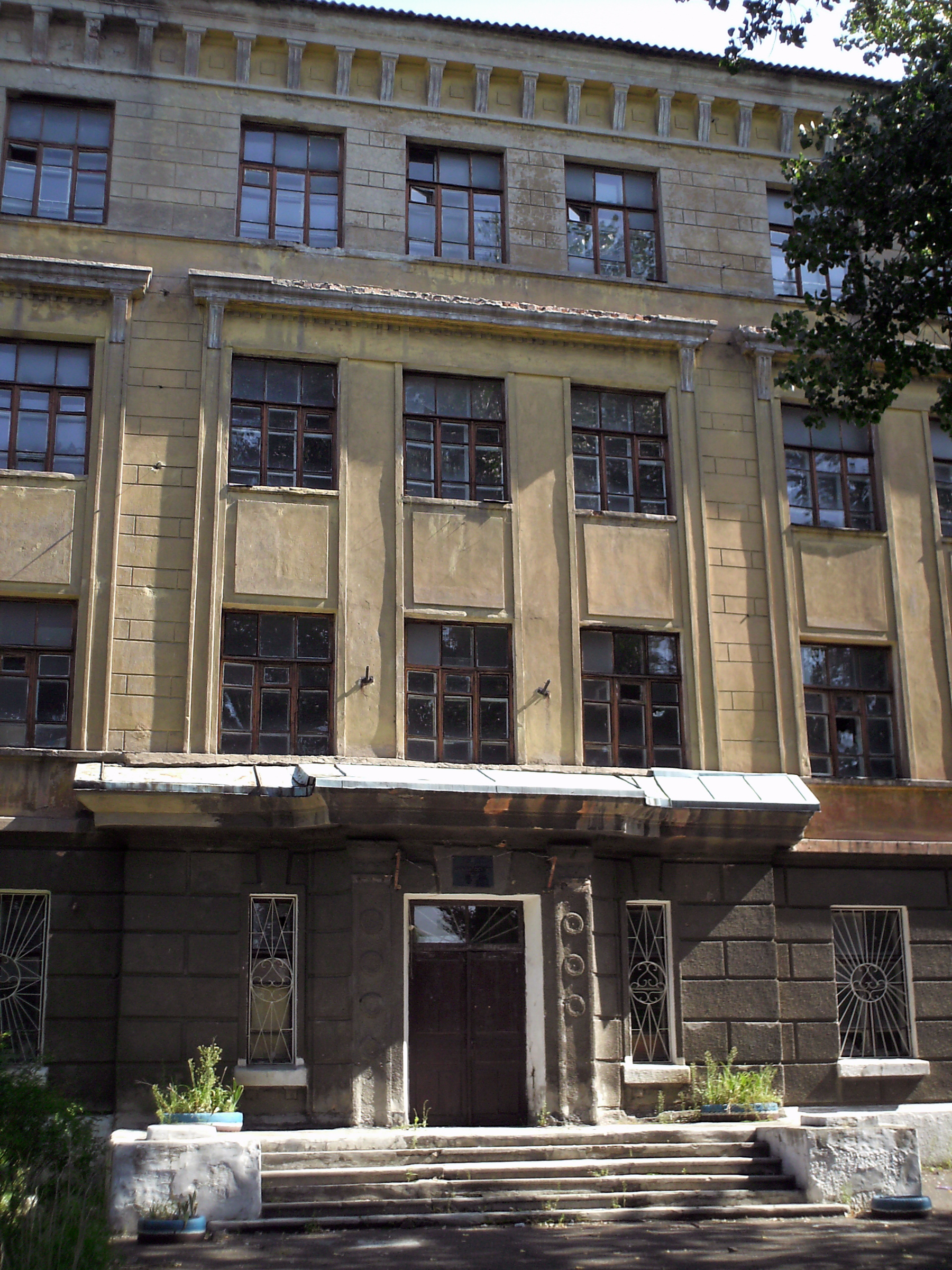
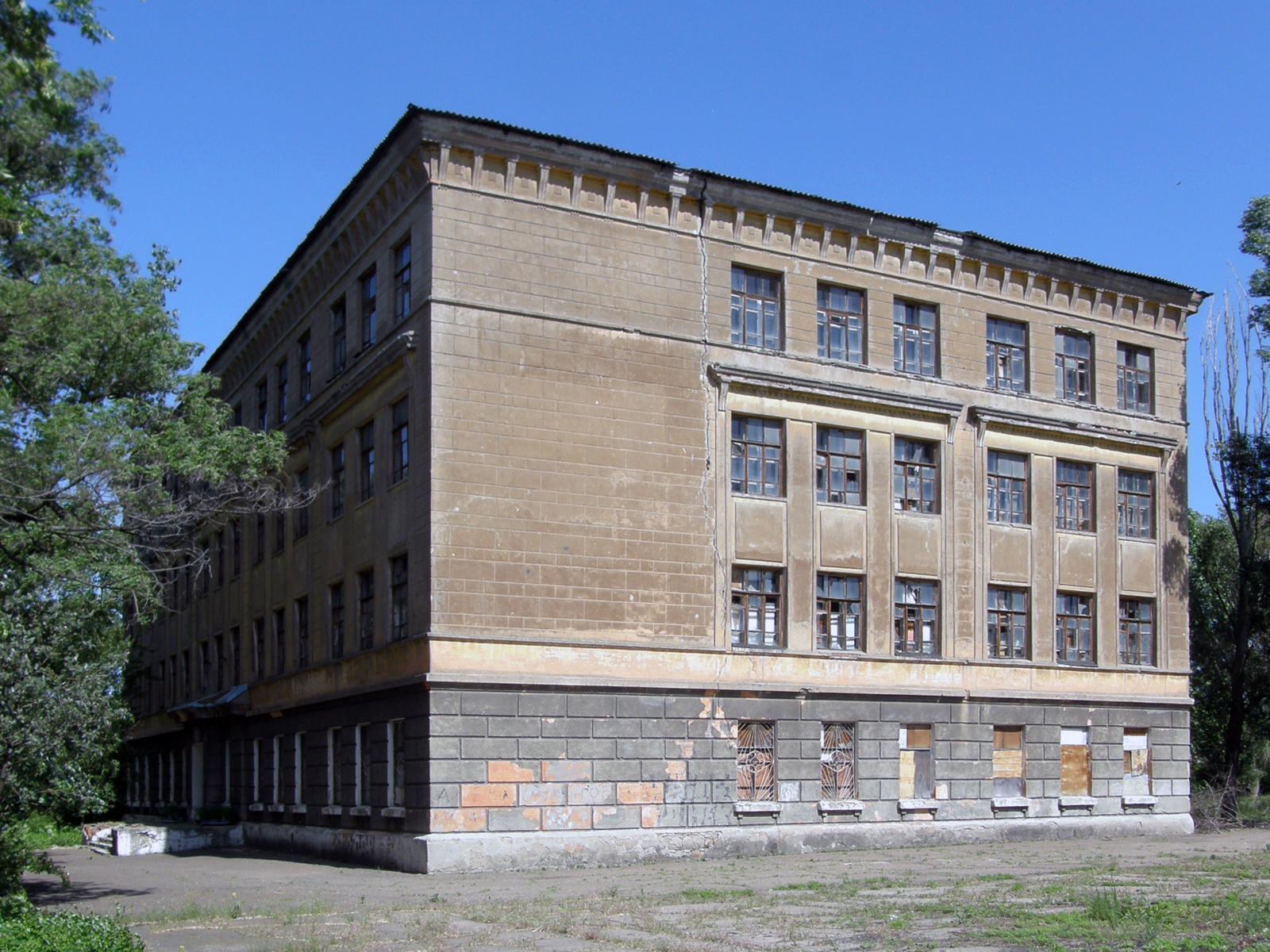
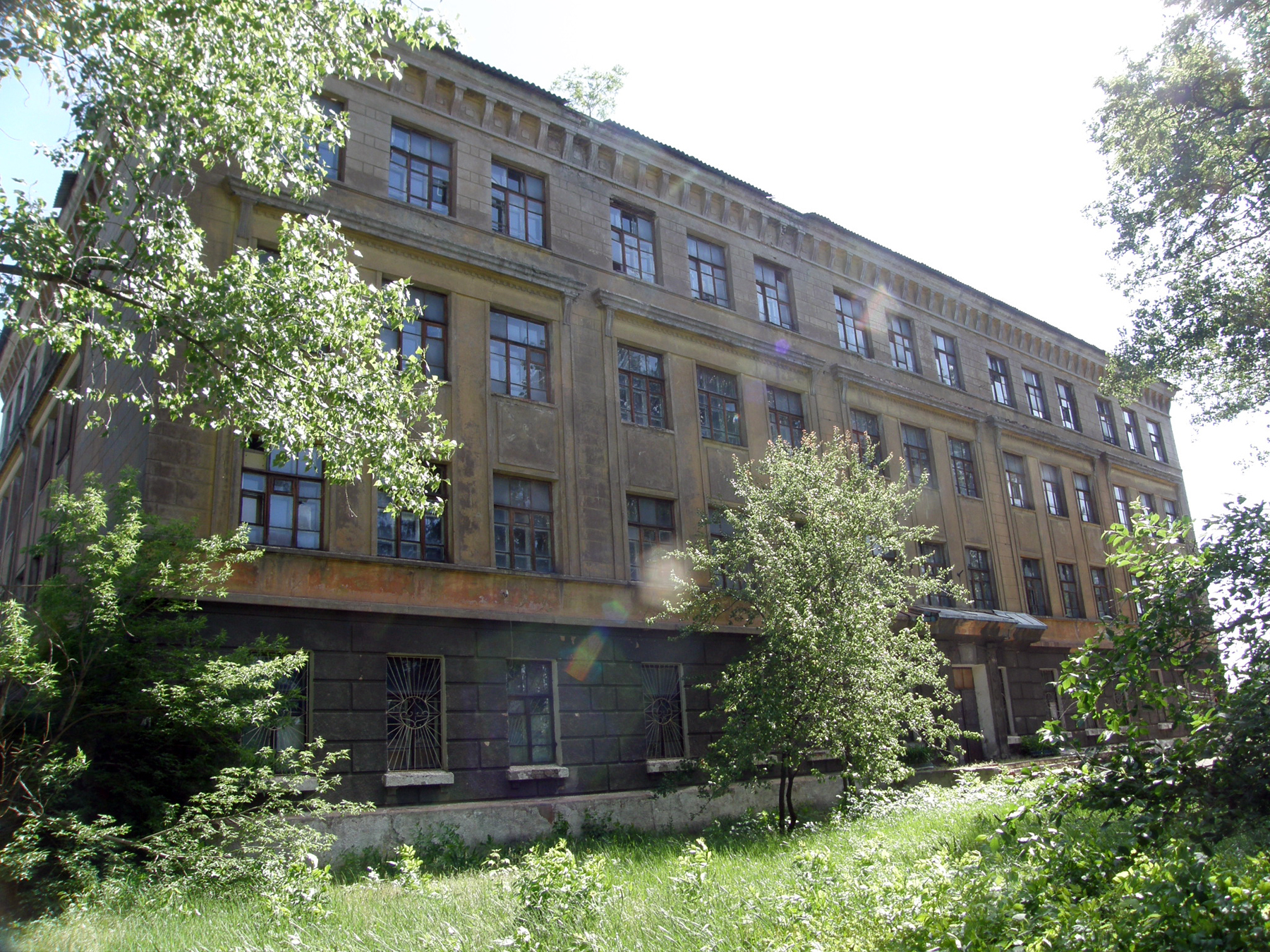

Закрита у 2009, знесена у 2019.